# Telmatoscopus himachali
Telmatoscopus himachali är en tvåvingeart som beskrevs av Ipe och Kishore 1986. Telmatoscopus himachali ingår i släktet Telmatoscopus och familjen fjärilsmyggor. Inga underarter finns listade i Catalogue of Life.